# Slash (TMNT)
Slash är en fiktiv sköldpaddskaraktär i berättelserna om Teenage Mutant Ninja Turtles.

## 1987 års tecknade TV-serie
I 1987 års tecknade TV-serie var Slash från början en vanlig liten sköldpadda, ägd av Bebop. Då Krang och Shredder experimenterade med supermutagen i avsnittet "Slash, the Evil Turtle from Dimension X" muterades Slash med det av Bebop och Rocksteady, för att hjälpa dem i Teknodromen, som stod i Dimension X. Men Slash var mycket starkare och farligare än Bebop och Rocksteady. Han hade också ett hetsigt temperament och var fixerad vid palmträd, eftersom hans favoritleksak (och enda leksak) var en plastpalm då han låg i fiskskålen. Då Bebop tappade det genom ett rör gick Slash bärsärkagång och stal Shredders Shaolinsvärd innan han skickades till Jorden.

## Archie TMNT Adventures
Slash var även med i serietidningsversionen Teenage Mutant Ninja Turtles Adventures, där han kom från en annan planet och lurades att hjälpa Krang och Bellybomb. I denna version såg han mer ut som de andra ninjasköldpaddorna, men hade bland annat svart bandana. I denna version övergick Slash sedan på Mutanimals sida i kampen mot Null och Maligna. Han orsakade senare deras död. då an offrade sitt eget liv för att rädda sköldpaddorna och deras vänner.

## 2012 års animerade TV-serie
I 2012 års animerade TV-serie var Slash ursprungligen Raphaels husdjurssköldpadda Spike, som senare muterades.

## Videospel
Slash var med i två av videospelen. I Teenage Mutant Ninja Turtles III: The Manhattan Project till NES som en boss som slåss med svärd, påminnande om Leonardos svärd och löper omkring och därför är svår att träffa. Han rullar också ihop sig själv och försöker rulla på sin motståndare. Han återvänder i spelet Teenage Mutant Ninja Turtles IV: Turtles in Time till SNES på tidsresan till dinosaurietiden istället för "Cement Man" från arkadspelsversionen. Slash räknas allmänt som en av spelets svåraste bossar. Han slåss med sin sai och blockerar motståndarens attacker. Om man får honom att blockera för ofta rullar han ihop sig och rullar rakt på motståndaren, så att motståndaren knockas till marken. Slash i båda videospelen påminner mer om Slash i actionfigursversionen och Slash i Teenage Mutant Ninja Turtles Adventures än Slash i 1987 års tecknade TV-serie.

### Fotnoter
1. ↑  ”Ninjaturtles”. Arkiverad från originalet den 24 april 2011. https://web.archive.org/web/20110424075212/http://www.ninjaturtles.com/cartoon/guide/cart084.htm. Läst 3 augusti 2011.
2. ↑  Chris Jenkins (16 augusti 2014). ”10 Strangest Facts About The Teenage Mutant Ninja Turtles” (på engelska). Listverse. http://listverse.com/2014/08/16/10-strangest-facts-about-the-teenage-mutant-ninja-turtles/. Läst 9 april 2016.